# جيش التحرير الوطني (كولومبيا)
جيش التحرير الوطني (بالإسبانية: Ejército de Liberación Nacional، اختصاراً ELN)‏ هو ميليشيات ثورية تقاتل في الحرب الأهلية في كولومبيا منذ بدايتها في سنة 1964. يتبنى الجيش إيديولوجيا مختلطة من الماركسية ولاهوت التحرير ويقوم بعمليات عسكرية في كل أرجاء كولومبيا. تقدر قوات جيش التحرير الوطني بين ثلاثة وخمسة آلاف مقاتل.
جيش التحرير الوطني أقل شهرة من القوات المسلحة الثورية الكولومبية (فارك)، وأضعف تنظيماً، وأقل تورطاً في تجارة المخدرات. تلقت نواة الجيش عند تأسيسه التدريب العسكري في كوبا.
يجري جيش التحرير الوطني محادثات استشكافية مع الحكومة الكولومبية منذ سنة 2002 دون تحقيق نجاحات واضحة، كما يسعى إلى التعاون مع القوات المسلحة الثورية الكولومبية.